# 大乱闘シリーズ
大乱闘シリーズはgloops (旧GMS) より提供されていたGvGバトル中心のソーシャルゲームのシリーズ。

## シリーズ一覧
括弧内は運営期間。
- 大乱闘!!ギルドバトル (2010年7月21日-2017年11月30日[2])
- 大激闘！戦国バトル (2010年10月25年-2013年12月31日)
- 大革命!!バトルレジスタンス (2010年12月21日[3]-2012年12月6日)
- 大争奪!!レジェンドカード (2011年3月28日[4]-2017年11月30日[4])
- 大乱闘!!ギルドバトルG (2011年4月29日[5]-?)
- 大進化!!英雄カードバトル (2011年5月25日[6]-2012年10月27日)
- 大進撃!!ドラゴン騎士団 (2011年7月22日[7]-2016年7月29日)
- 大召喚!!魔宝ファンタジア (2011年8月22日[8]-2012年12月18日)
- 大連携!!オーディンバトル (2011年11月18日[9]-2020年3月19日[10])
- 大乱舞!!龍神の武士団 (2011年11月25日[11]-2015年4月27日)
- 大集結!!レジェンドヒーローズ (2011年12月28日[12]-2012年9月1日)
- 大召喚!!マジゲート (2012年2月17日[13]-2014年10月30日[13])
- 大激突!!ガーディアンブレイク (2012年9月24日[14]-2018年2月28日)
- 大連撃!!クリスタルクルセイド (2013年1月15日[15]-2019年4月26日[16])

なお、同社の以下のタイトルは大乱闘シリーズに似たタイトル名だが、大熱狂シリーズとなっている。
- 大熱狂!!プロ野球カード (2011年8月18日[17]〜2019年2月28日)
- 大熱狂!!メジャーリーグカード (2012年3月2日[18]〜2014年12月8日[19])
- 大熱狂!!ダービーカード (2012年5月11日[20]〜2017年3月31日)

その他、『大戦乱!!三国志バトル』(2012年5月25日サービス開始、2019年12月1日マイネットが取得) がある。

## 関連ゲーム
超破壊!!バルバロッサ
2012年11月からNEXON子会社のインブルーにより提供されていたソーシャルゲーム。2015年、gloopsが開発元のインブルーを吸収し、gloopsから提供されることとなった。2016年6月30日にアプリ版のサービスを終了し、2017年9月29日にGREE版のサービスを終了した。
超契約!!シヴェナリア
2013年2月からNEXON子会社のインブルーにより提供されていたソーシャルゲーム。同上の理由によりgloopsから提供されることとなったものの、2016年3月31日にサービスを終了した。
神獄のヴァルハラゲート
2013年からグラニ (元gloopsのメンバーらが設立) により提供されていたGvGバトル中心のソーシャルゲーム。2013年に「大連携!!オーディンバトル」及び「大戦乱!!三国志バトル」のシステムを無断使用しているとしてgloopsにより訴訟を起こされたものの、その後和解した。2018年に運営がマイネットへと移管された。
ドラゴン騎士団
2018年5月よりNEXONにて提供されているスマートフォン向けゲームであり、「大進撃!!ドラゴン騎士団」の世界観を元にしている。2018年10月1日をもってサービス終了。
なお、関係の無い会社による類似タイトルのゲームも存在する (エディアの「超逆転！ベースボール DX」や「大合戦！麻雀クロニクル」など)。

## 関連書籍

### ライトノベル
- 『大革命!! バトルレジスタンス  最果てのイージス』 樹カナタ 2011年6月24日 ISBN 978-4086306188

### 特集
- 『ファミ通Mobage別冊 大特集!!gloopsマガジン』 エンターブレイン 2012年5月17日 ISBN 978-4047279827